# Pfarrhof (Allendorf)

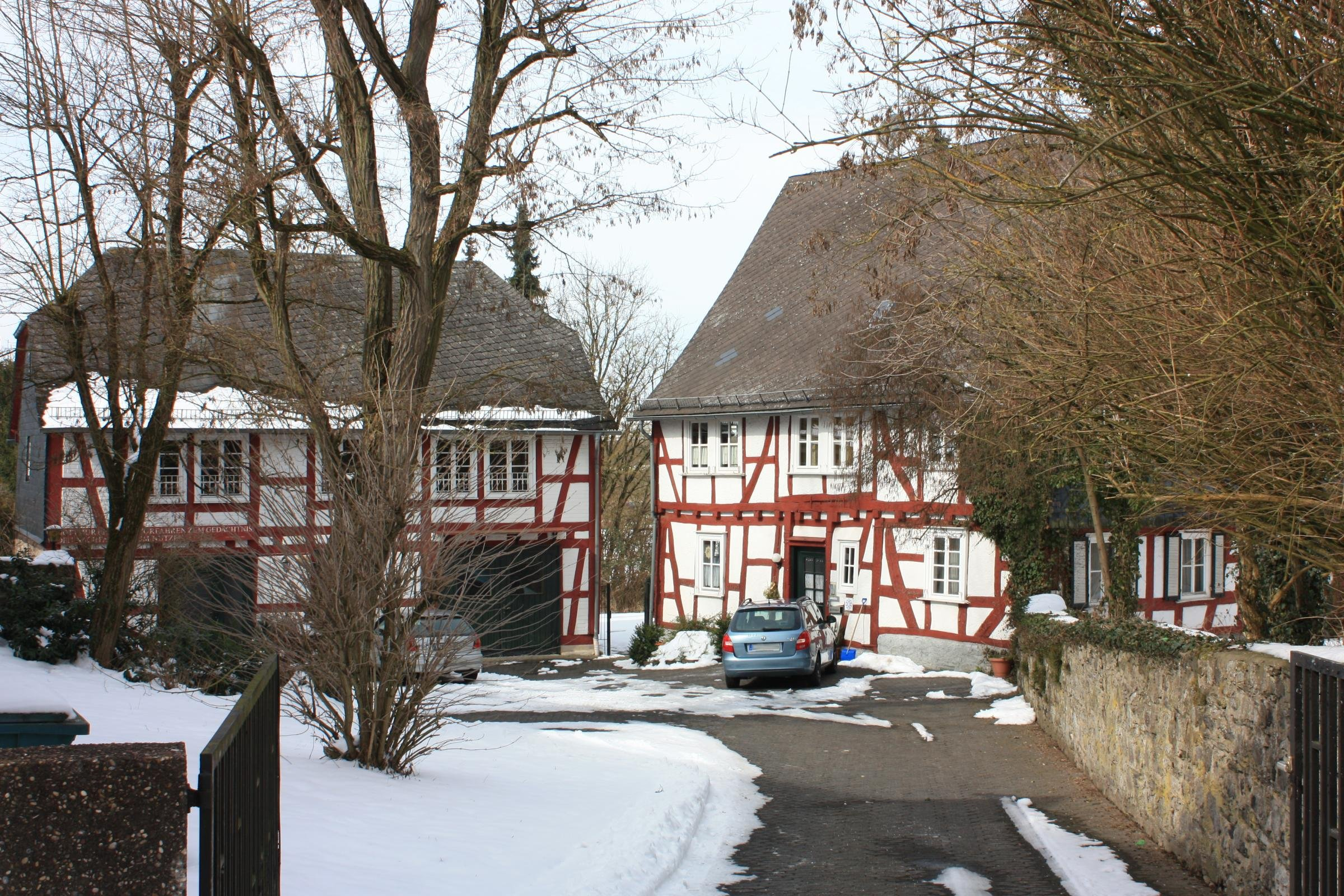
Ehemaliger Pfarrhof in Allendorf

Der Pfarrhof in Allendorf, einem Gemeindeteil von Merenberg im mittelhessischen Landkreis Limburg-Weilburg, wurde 1619 errichtet. Der ehemalige Pfarrhof an der Pfarrgasse 5 ist ein geschütztes Kulturdenkmal. 
Der zweigeschossige Fachwerkbau hatte ursprünglich einen Einhaus-Charakter. Links vom Eingang befand sich der Kuhstall und darüber der Heuboden. Auffallend sind der mächtige vordere Eckständer und das schmucklose Fachwerk.
Die sichtbaren Gefügeveränderungen datieren vermutlich aus dem Jahr 1826, als die rechtwinklig danebenstehende Scheune gebaut wurde. Dieser Bau mit seinem Krüppelwalmdach wurde 1968/70 zum evangelischen Gemeindehaus umgestaltet. 
Das Anwesen mit Hof, Garten und Mauer ist als ursprünglicher Pfarrhof eine Besonderheit im Landkreis Limburg-Weilburg.